# Cupira
Cupira este un oraș în Pernambuco (PE), Brazilia.